# Ясний (аеродром)
Ясний — військовий аеродром (вертодром) в Оренбурзькій області. Розташований в Ясненському районі на північно-західній околиці однойменного міста. Аеродром 4-го класу, здатний приймати легкі літаки типу Ан-2 та гелікоптери всіх типів. Розрахований на розміщення до 9 літальних апаратів.
На аеродромі базувалася авіація Ракетних військ стратегічного призначення Росії — 84-та окрема вертолітна ескадрилья (в/ч 95821) на вертольотах Мі-8, з 1964 по 2011 рік. У 2011 році ескадрилья розформована, особовий склад та вертольоти передані до 48-ї Авіабази Центрального військового округу в/ч 45123. На аеродромі Ясний для підтримки життєдіяльності працює авіаційна комендатура від 48-ї АвБ.
Цей вертодром служить для транспортного забезпечення ЗАТО Комаровський (раніше селища Ясний-2 та Домбаровський-3) та дислокованої тут 13-ї Оренбурзької Червонопрапорної ракетної дивізії РВСП в/ч 68545. Також у районі базування дивізії, біля шахтно-пускових установок стратегічних ракет та інших віддалених об'єктів обладнані посадкові майданчики, які називаються «Ясний-хх» (де хх, це літерний код або цифровий номер майданчика), загальною кількістю понад 60 шт.